# Юхнове (зупинний пункт)
Юхно́ве — зупинний пункт Південно-Західної залізниці. Розташовано поблизу села Юхнове. Відкритий 1995 року. З'єднує станцію Терещенська зі станцією Семенівка.
Через платформу курсують дизельні потяги за напрямками: Новгород-Сіверський — Терещенська та Семенівка — Терещенська.

## Історія
Відкритий 1995 року на новозбудованій залізниці, що сполучила доти тупикові станції Пирогівка та Новгород-Сіверський.